# Der letzte Kuss
Der letzte Kuss ist ein US-amerikanischer Kinofilm aus dem Jahr 2006. Regie führte Tony Goldwyn, für das Drehbuch sind Paul Haggis und Zach Braff verantwortlich. Der Film basiert auf dem italienischen Programmkino-Film L’ultimo bacio aus dem Jahr 2001. In den Hauptrollen sind Zach Braff und Jacinda Barrett zu sehen. In den USA startete der Film am 15. September 2006, in Deutschland am 16. November 2006.

## Handlung

### Kinofassung
Michael und Jenna scheinen das perfekte Paar abzugeben: Sie sind seit drei Jahren zusammen, und nun, da Jenna schwanger ist, planen sie, in ein eigenes Haus zu ziehen. Darüber hinaus hätten es Jennas Eltern sehr gern, wenn die beiden heiraten würden. Darauf angesprochen, schiebt Michael jedoch sein gewaltiges Arbeitspensum und Jennas Dissertation als Gründe vor, weswegen die Hochzeit noch eine Weile verschoben werden müsste. In Wahrheit jedoch ist er in eine Sinnkrise geraten, weil er glaubt, sein ganzes weiteres Leben schon vor sich zu sehen: langweilig, spießig und ohne jegliche Überraschung.
Auf der Hochzeit eines Freundes trifft Michael auf die jüngere Kim, der er seine Zweifel anvertraut. Da sie glaubt, er sei quasi schon drauf und dran, sich von seiner Freundin zu trennen, beginnt sie, mit ihm zu flirten. Obgleich er von ihr fasziniert ist, erliegt er nicht der Versuchung. Kim verlässt etwas später die Hochzeit, aber nicht ohne ihm zu sagen, wo sie zur Uni gehe und für gewöhnlich ihre Freizeit verbringe.
Eine Weile später sucht Michael sie tatsächlich auf und gibt vor, „zufällig“ in der Gegend gewesen zu sein. Kim bemerkt sein Interesse an ihr und lädt ihn auf eine Party ein. Michael nimmt diese Einladung an und bittet seinen Bürokollegen und Freund Chris, für ihn zu lügen, damit Jenna nichts von der Verabredung erfährt – ohne ihm jedoch den wahren Grund für diese Bitte zu sagen. Chris vermutet sofort eine Frau dahinter und bittet Michael, nicht in die Sache hineingezogen zu werden. Michael streitet jedoch ab, dass eine andere Frau im Spiel sei, und gibt vor, sich mit einem alten College-Freund treffen zu wollen, was ihm Chris allerdings nach wie vor nicht glaubt.
Nach der Party küssen sich Michael und Kim. Sie lädt ihn daraufhin ein, die Nacht bei ihr zu verbringen – ihre Mitbewohnerin sei über Nacht nicht da. Da Michael wegen des drohenden Seitensprungs Gewissensbisse plagen, lehnt er das Angebot ab. Zur gleichen Zeit stirbt der Vater von Izzy, einem Freund von Michael und Jenna. Mehrere Freunde und Bekannte suchen Izzys Haus auf, um der Familie in dieser Situation beizustehen und Trost zu spenden. Hier trifft Jenna auf Chris, der es nicht schafft, die von Michael erbetene Lüge glaubhaft herüberzubringen. Da Michaels Handy während des gesamten Abends ausgeschaltet ist, kann Chris ihn nicht vorwarnen, dass Jenna etwas ahnt. Als er schließlich nach Hause kommt und Jenna ihn fragt, wo er gewesen sei, behauptet er zuerst, dass er den Abend mit Chris verbracht habe. Erst jetzt erfährt er, dass Izzys Vater verstorben ist, Jenna daher bei Izzy bereits auf Chris getroffen und die Lüge somit aufgeflogen ist. Nun muss er gezwungenermaßen mit der Wahrheit herausrücken, wobei er ihr versichert, dass das Treffen nichts zu bedeuten habe und dass er nicht mit Kim geschlafen, sondern sie lediglich geküsst habe. Die wütende Jenna vertreibt ihn trotzdem aus dem Haus.
Als Michael allein ist, erhält er einen Anruf von Kim, die ihn fragt, ob er nicht noch mal vorbeikommen wolle – nur um ein bisschen zu reden. Michael stimmt schließlich zu, fährt zu ihr – und nur kurz darauf schlafen die beiden miteinander. Am nächsten Morgen will sich Michael davonschleichen, lässt jedoch seine Schlüssel liegen. Als er zurückkehrt, ist Kim bereits wach und fragt ihn, warum er sich nicht verabschiedet habe. Er redet sich heraus, dass er sie nicht habe wecken wollen, weil er früh zur Arbeit müsse und verlässt die Wohnung.
Im Büro beschließt Michael, etwas eher Feierabend zu machen und Jenna aufzusuchen. In diesem Moment platzt Kim überraschend zur Tür herein, um ihm eine selbst zusammengestellte CD zu schenken. Michael gesteht ihr, dass er immer noch in Jenna verliebt sei, die noch dazu von ihm schwanger sei. Er bittet Kim um Entschuldigung, weil er ihr nichts davon gesagt habe und verlässt das Bürogebäude.
Michael fährt zu Jennas Eltern, wo sich ihr Vater Stephen ausgiebig mit ihm unterhält. Er drängt Michael, immer ehrlich zu Jenna zu sein und erklärt ihm, was Liebe wirklich heißt. Daraufhin geht Michael in Jennas Zimmer, um mit ihr zu reden. Nach der vermeintlichen Versöhnung beichtet er ihr schließlich, dass er in der Nacht des Streites noch bei Kim gewesen sei und dort mit ihr geschlafen habe. Jenna kann nicht glauben, was sie da hört und flüchtet aus dem Haus ihrer Eltern. Sie steigt in ihr Auto und fährt zurück zu ihrer gemeinsamen Wohnung. Michael fährt ihr hinterher, und da sie sich weigert, mit ihm zu reden, will er so lange vor der Tür ausharren, bis sie ihre Meinung ändert. Ihm bleibt nun nichts anderes übrig, als sich tagelang nicht vom Fleck zu rühren, da Jenna standhaft bei ihrer Meinung bleibt. Eines Abends jedoch beginnt sie, durch die geschlossene Tür mit ihm zu reden. Sie sagt, das Ende einer Partnerschaft sei wie der Tod eines Menschen, öffnet schließlich die Tür und lässt Michael wieder herein.

### Alternatives Ende (nur auf DVD)
Nachdem Jenna die Tür geöffnet hat, springt der Film einige Jahre in die Zukunft. Aus dem Off spricht Michael über seine fortwährende Beziehung zu Jenna und wie kleine Entscheidungen dramatische Konsequenzen nach sich ziehen können. In der Schlussszene joggt Jenna, während ihr ein anderer Mann folgt. Sie lächelt ihn jedoch nur kurz an und läuft mit hoher Geschwindigkeit weiter.

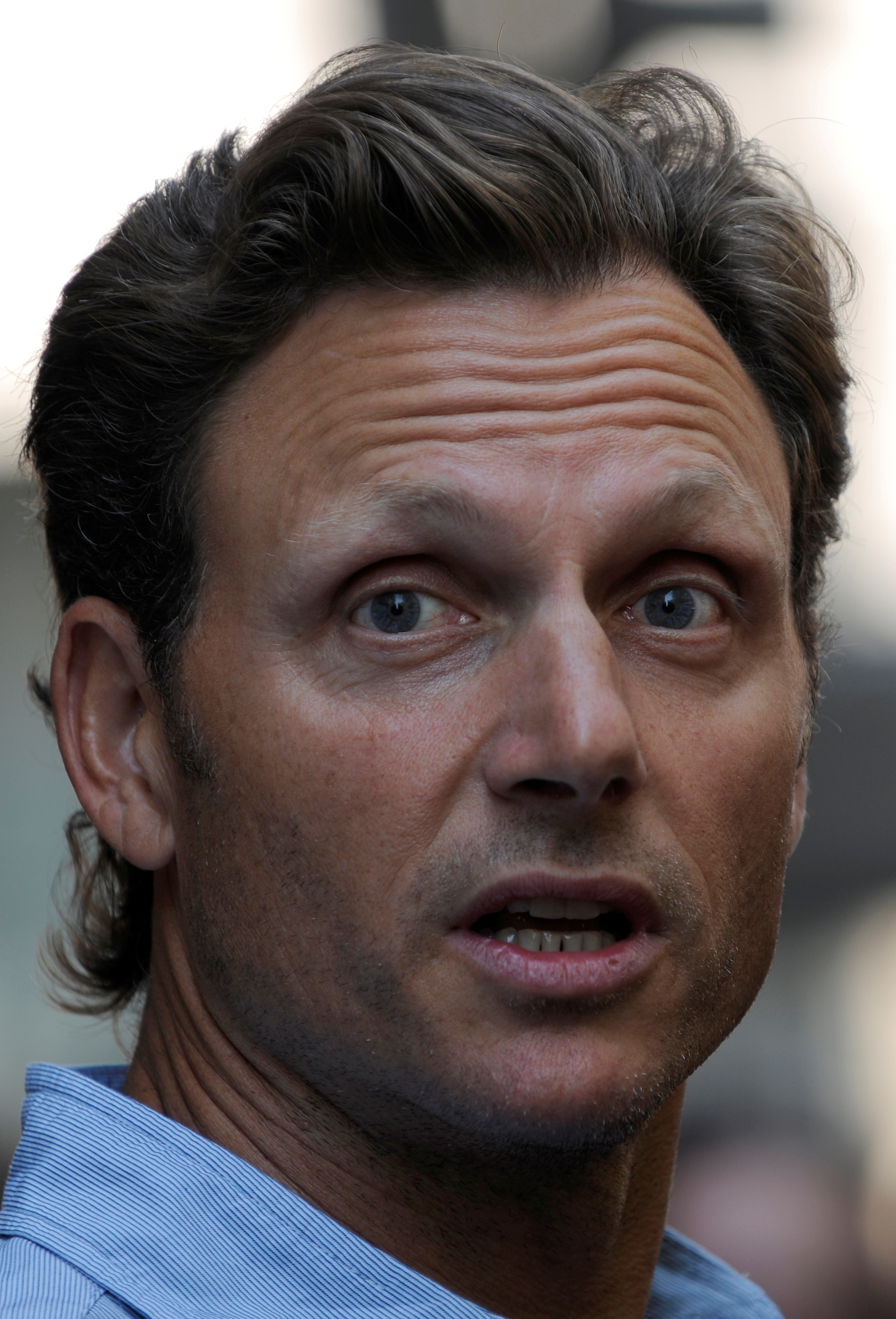
Regisseur Tony Goldwyn

## Entstehungsgeschichte
Nach Angaben des Produzenten Garry Lucchesi war die Produktionsfirma Lakeshore Entertainment vom italienischen Original des Films so begeistert, dass sie dem Regisseur und Drehbuchautor Gabriele Muccino die Rechte für eine US-amerikanische Neuverfilmung abkaufte. Den Auftrag für das Drehbuch wurde an Paul Haggis vergeben, der mit Lakeshore bereits Es begann im September gedreht hatte. Zusätzlich kaufte die Produktionsfirma auch Haggis’ später Oscar prämierten Film Million Dollar Baby, für den er zu diesem Zeitpunkt noch keinen Käufer hatte. Haggis gibt an, den Originalfilm so brillant gefunden zu haben, dass er ihn lediglich ins Amerikanische übersetzte, mit Ausnahme der letzten Szene, die er umschrieb. Während der Hauptdarsteller in L’Ultimo Bacio seine Freundin belügt, gesteht Michael Jenna, dass er mit Kim geschlafen habe, was zu einem erneuten Konflikt führt. Nachdem die erste Version des bei Paul Haggis in Auftrag gegebenen Drehbuchs fertiggestellt war, wurde Tony Goldwyn als Regisseur vorgeschlagen, der mit Lucchesi bereits 1990 in Ghost – Nachricht von Sam zusammengearbeitet hatte. Dieser zeigte sich von der „Ehrlichkeit“ und gleichzeitigen „Unterhaltsamkeit“ des Stoffes begeistert und willigte ein.
Der Film, der in Madison, Wisconsin und Montreal gedreht wurde, spielte bei einem Budget von 20 Millionen US-Dollar weltweit etwa 15 Millionen US-Dollar wieder ein.
In Deutschland wird der Film als reine Komödie vertrieben, weist aber durchgängig auch Kriterien eines Dramas auf.

## Besetzung

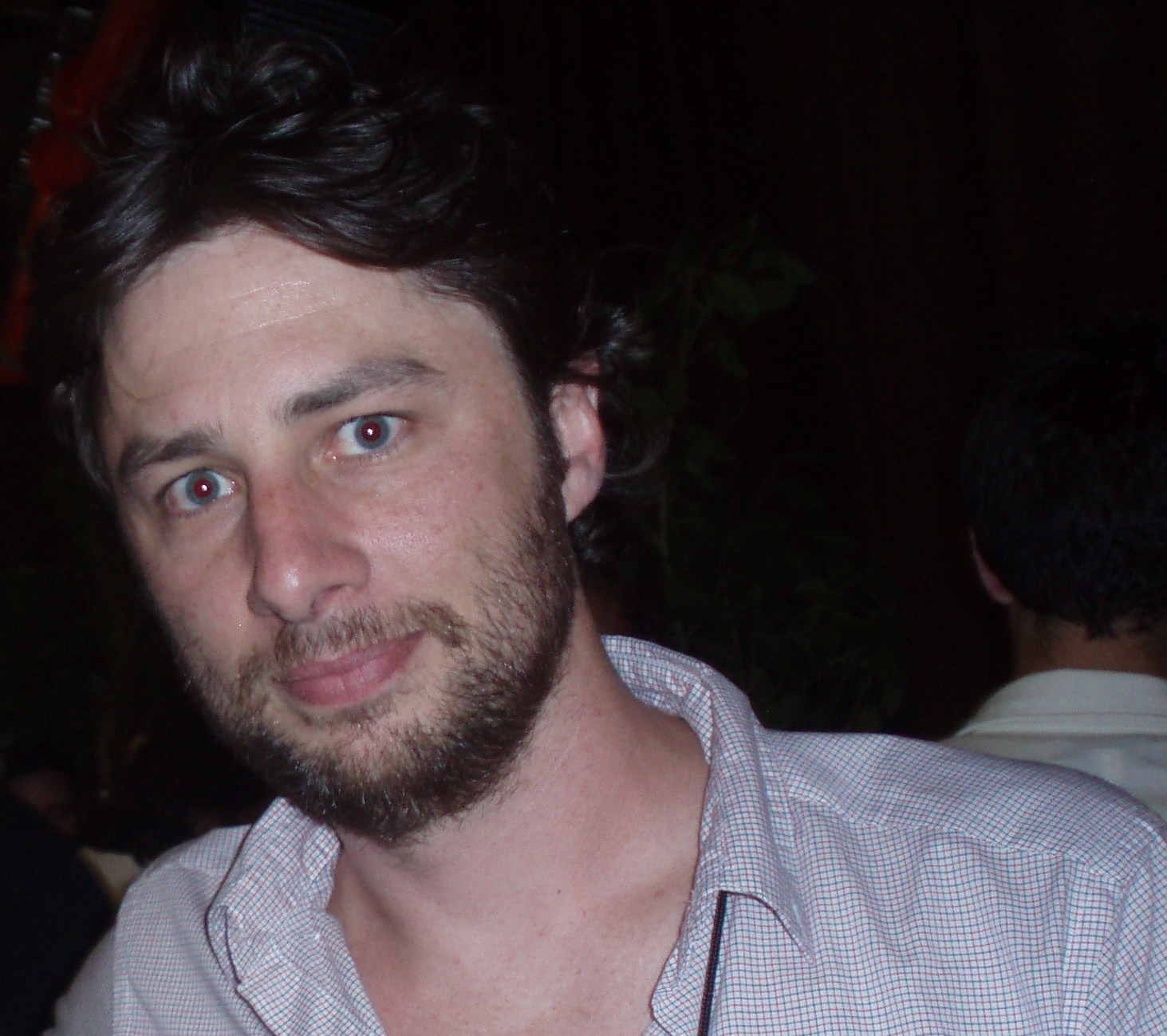
Hauptdarsteller Zach Braff

Garry Lucchesi erklärte später, dass Zach Braff aufgrund seiner Wandlungsfähigkeit die erste Wahl für die Rolle des Michael gewesen sei und die Verantwortlichen bereits ein Jahr zuvor mit ihm in Kontakt getreten seien Jacinda Barrett war hingegen Tony Goldwyns erste Wahl, nachdem er sie in ihrer Rolle in Der menschliche Makel gesehen hatte. Da sie das italienische Original kannte und von ihm begeistert war, beendete sie ihre Flitterwochen in Vietnam früher, um am Casting für Der letzte Kuss teilnehmen zu können. Die Rolle der Kim war nach Angaben von Garry Lucchesi sehr begehrt, da jede Frau in Hollywood mit Zach Braff drehen wollte. Die Wahl fiel schließlich auf Rachel Bilson, die aufgrund ihrer Natürlichkeit gut zur Rolle der Kim passte.

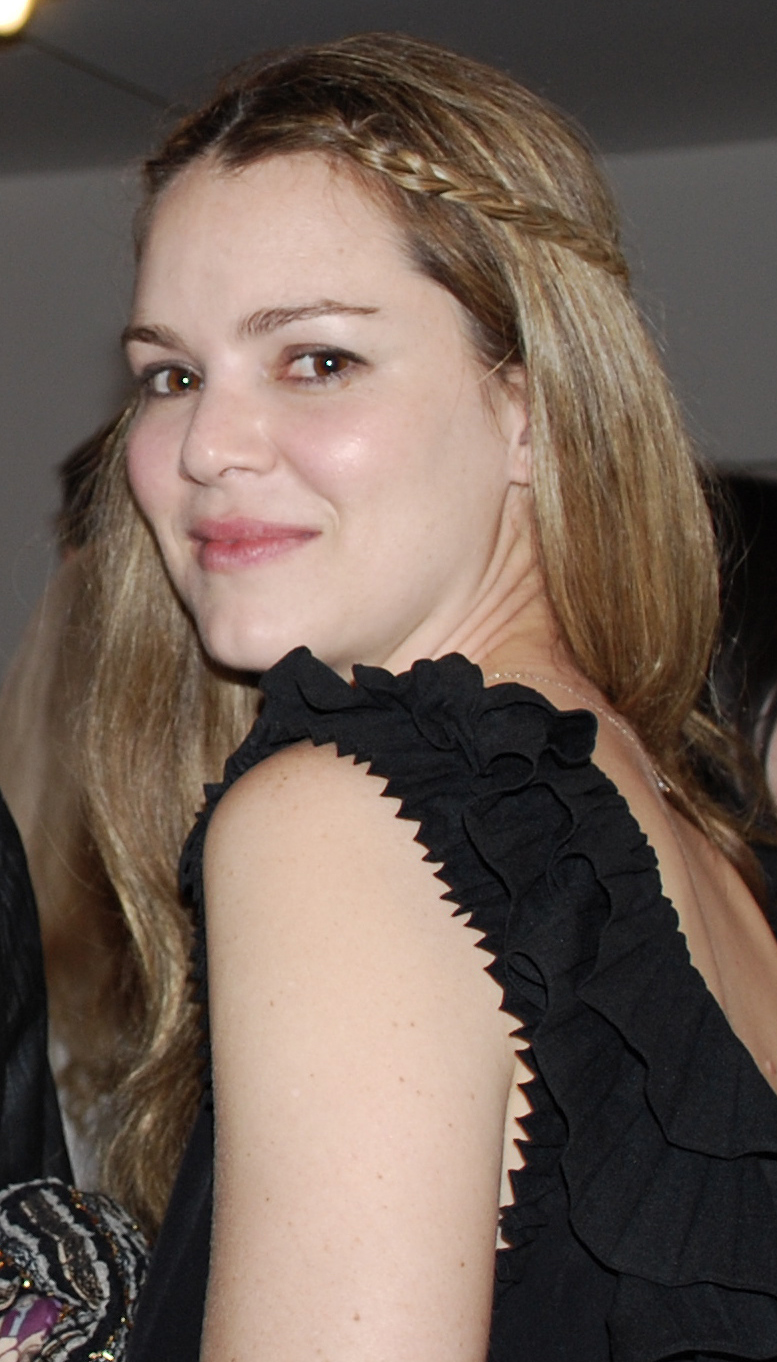
Hauptdarstellerin Jacinda Barrett

Die Besetzung des Liebespaars Chris und Lisa dauerte nach Angaben der Verantwortlichen sehr lange. Nachdem bereits 100 Schauspieler für die Rolle des Chris vorgesprochen hatten, trat Tony Goldwyn an Produzent Tom Rosenberg mit dem Vorschlag heran, Casey Affleck zu verpflichten, da er diesen von Anfang an im Kopf gehabt habe und er seiner Meinung nach am besten zur Rolle passte. Rosenberg bot Affleck die Rolle daraufhin umgehend an und dieser willigte ein. Die Rolle der Lisa war nach Meinung Goldwyns sehr schwer zu besetzen, da sie zum einen nicht zu süß und verletzlich, zum anderen aber auch nicht zu hart wirken durfte. Letztendlich wählten die Verantwortlichen die kanadische Schauspielerin Lauren Lee Smith für die Rolle aus.
Auch Michael Weston in der Rolle des Izzy war Tony Goldwyns erste Wahl. Zach Braff gab an, dass er versucht habe, seinem langjährigen Freund und Mitbewohner Weston eine Rolle in dem Film zu beschaffen, dieser aber unabhängig davon bereits von Regisseur Goldwyn auf die Rolle angesprochen worden war. Marley Shelton und Eric Christian Olsen erhielten ihren Part als Arianna und Kenny, nachdem sie für diese Rollen vorgesprochen hatten. Blythe Danner stieß als Anna zur Crew, da sie und Regisseur Tony Goldwyn bereits seit dessen zehnten Lebensjahr Bekannte sind. Auch Tom Wilkinson gehörte von Anfang an zur engeren Auswahl für die Rolle des Stephen.

## Soundtrack
| Nr. | Titel                                   | Interpret                      |
| --- | --------------------------------------- | ------------------------------ |
| 1.  | Chocolate                               | Snow Patrol                    |
| 2.  | Star Mile                               | Joshua Radin                   |
| 3.  | Pain Killer                             | Turin Brakes                   |
| 4.  | Warning Sign                            | Coldplay                       |
| 5.  | Ride                                    | Cary Brothers                  |
| 6.  | El Salvador                             | Athlete                        |
| 7.  | Hide And Seek                           | Imogen Heap                    |
| 8.  | Reason Why                              | Rachael Yamagata               |
| 9.  | Hold You In My Arms                     | Ray LaMontagne                 |
| 10. | Prophecy                                | Remy Zero                      |
| 11. | Paper Bag                               | Fiona Apple                    |
| 12. | Today’s The Day                         | Aimee Mann                     |
| 13. | Arms of a Woman                         | Amos Lee                       |
| 14. | Cigarettes and Chocolate Milk (Reprise) | Rufus Wainwright               |
| 15. | Paperweight                             | Schuyler Fisk und Joshua Radin |

## Kritiken
„[Die] mitunter fast philosophischen Betrachtungen über die Phobie junger Männer vor dem Erwachsenwerden [wirken] ernsthafter. Zach Braff […] verleiht der Rolle des Michael Realitätsnähe. Wenn er Jenna nur betrügt, um sich nicht alt und langweilig zu fühlen, spürt man regelrecht seine Verzweiflung. Weil er merkt, dass er alles nur noch schlimmer macht. Trotz des Chaos, das er zornig, verwirrt, unbeholfen, kleinlaut und impulsiv anrichtet, ist ihm die Sympathie des Publikums gewiss. Fazit: Kluge, amüsante und rührende Beobachtungen eines jungen Mannes, der beim bloßen Gedanken an Familie und Verantwortung in Panik gerät“

„Clevere, witzige, sexy Ausblicke auf die Untiefen des Erwachsenwerdens“

„Schon die erste Einstellung möchte so laut wie möglich ‚ich bin anders‘ schreien und hat dann doch ‚just another independent movie‘ als Untertitel. Dabei hätten sich Haggis und Goldwyn in der Adaption des italienischen Films Ein letzter Kuss nur für ein Genre entscheiden müssen.“

## Auszeichnungen
Bei den Satellite Awards 2006 wurde Blythe Danner in der Kategorie Beste Nebendarstellerin nominiert, es gewann jedoch Jennifer Hudson mit ihrer Rolle in Dreamgirls. Bei den International Awards 2007 wurde Jacinda Barrett als beste Darstellerin nominiert. Bei den Teen Choice Awards im gleichen Jahr wurde der Film zweimal nominiert, in der Kategorie Chick Flick sowie Rachel Bilson als bester weiblicher Durchbruch, verlor dort aber gegen Liebe braucht keine Ferien bzw. Sophia Bush (The Hitcher/Rache ist sexy).
Die Deutsche Film- und Medienbewertung FBW in Wiesbaden verlieh dem Film das Prädikat besonders wertvoll.